# Jodi Dean
Jodi Dean (9 de abril de 1962, Nueva York, Estados Unidos) es una politóloga estadounidense y profesora en el departamento de Ciencias Políticas de los Colegios Hobart y William Smith en Nueva York. También ocupó el puesto de Profesora Erasmus de Humanidades en la Facultad de Filosofía de la Universidad Erasmus de Róterdam.

## Biografía
Nace en Nueva York (Estados Unidos) en 1962. En 1984 con 22 años se licencia en Historia por la Universidad de Princeton y en 1992 obtiene un Master y PhD por la Universidad de Columbia. Actualmente enseña Teoría política y Medios de comunicación social en Ginebra y Nueva York.

## Temas de investigación
Sus temas de investigación se han centrado en el campo de la teoría política así como en el estudio de los medios de comunicación y en la organización política de los movimientos sociales. Parte de su teoría viene influenciada por los estudios y colaboración que ha hecho con autores como Alain Badiou, Slavoj Zizkek, Jacques Ranciere o Antonio Negri.

## Aportaciones a la teoría política
De entre los diversos temas tratados por la autora se ha centrado especialmente y más a fondo en temas como el capitalismo comunicativo y la organización política. En el primer campo de investigación se centra en como el capitalismo ha invadido nuestra forma de interactuar y como se ha profundizado en las reacciones políticas de las personas. Este tema principalmente se centra en como el capitalismo ha interactuado con la democracia y las nuevas redes sociales para mantenernos desconectados, como motor de contención de nuestras expresiones políticas. El segundo campo importante concierne a la organización política y los movimientos sociales. En este campo la autora se centra en el análisis de los movimientos sociales de la última década, cuales han sido su influencia, sus debilidades y su argumento de que es necesario para permitir que los movimientos sociales perduren en el tiempo y no se desvanezcan.

## Capitalismo comunicativo
Lo que ella llama capitalismo comunicativo ha sido una de sus teorías y análisis más importantes de su carrera. Esta teoría viene desarrollada especialmente en su libro "El Horizonte Comunista". El título del libro viene influenciado después de que la autora escuchara una entrevista al actual vicepresidente y antiguo guerrillero boliviano Álvaro García Linera (el cual destacaba que el horizonte del gobierno boliviano era un horizonte de avance hacia el socialismo). Dean recoge esta idea de horizonte (ella lo cambia por comunista) y lo analiza según el análisis lacaniano de que aquello real es lo que no podemos ver, pero según sus palabras el horizonte nos permite situarnos para saber en qué punto estamos actualmente.

### El Horizonte Comunista
En los primeros capítulos del libro, Dean hace un análisis de cuál es la situación y el panorama político actual después de la caída del Muro de Berlín y del derrumbe de la Unión Soviética. En estos capítulos la autora hace un análisis en el cual todo el cuadro político actual se han puesto de acuerdo para que se limite a hablar de comunismo como si solo hubiera habido una única experiencia comunista identificada con un fracaso económico y social. Pero en cambio cuando se les pregunta sobre el capitalismo la gran mayoría de personas no identifican capitalismo con sus peores males (desigualdad social, calentamiento global, imperialismo, crisis cíclicas) esto es porque según ella la historia del capitalismo ha permitido que este pueda ser dinámico y con diferentes matices según los países.
En este punto comienza a analizar la caída de la Unión Soviética y precisamente una de las cosas que critica es que dentro del comunismo no se ha permitido un dinamismo y unos matices diferentes, sino que como resultado del gobierno de Stalin en el cual las purgas, las hambrunas y los gulags dejaron de lado y marginaron los grandes progresos sociales que se llevaron adelante como la industrialización económica. Por tanto, ella concluye con una crítica al estalinismo y determina que dentro del comunismo este no puede funcionar porque impide cualquier desafío al statu quo político. 
Es por esto por lo que Dean decide analizar la influencia que tiene el capitalismo en los medios comunicativos. Para la autora existen dos grandes características que determinan que es el capitalismo comunicativo: el lenguaje como forma económica y la identidad individual. 
En primer lugar, la autora cree que lo que importa no es el significado de las palabras, sino si pueden compartirse, si circularan por las redes o medios sociales. Por tanto, las palabras, el mensaje y su significado comienzan a tener un valor de cambio, ni siquiera importa si ese mensaje es verdad o es mentira porque la gente comienza a debatir sobre ese mensaje o sobre esas ideas en las redes sociales.
Y es en las redes sociales donde comenzamos a debatir sobre ese significado, sobre ese mensaje, donde mostramos nuestra aprobación o nuestro rechazo a ese debate, pero toda esa indignación, todo ese rechazo que compartimos tanto en Twitter o en Facebook al final se queda en las redes sociales y lo que comienza un proceso de alienación de nuestra opinión al mismo tiempo que se aprueban leyes devastadoras para todos nosotros. Nuestro compromiso político real al final se nos expropia, se encierra en las redes sociales y se vuelve en contra nuestra en forma de leyes perjudiciales para nosotros mismos. 
El otro elemento fundamental que caracteriza el capitalismo comunicativo es la exaltación de la identidad individual por encima de nuestra identidad colectiva. El capitalismo necesita crear identidades individuales y romper con esa consciencia colectiva para sobrevivir. Lo que viene a decir es que la idea del egocentrismo es ahora más importante que nunca (el yo, no el grupo) por eso ella pone el ejemplo de dos personas de clase obrera pero una persona es afroamericana y otra persona es blanca. A pesar de pertenecer a la misma clase social uno votara diferente del otro porque lo que ha conseguido es hacer más visible que nunca que la identidad individual (en este caso la raza o el color de piel) sea un hecho diferenciador y así acabar con la idea de clase.

## Organización política y movimientos sociales
El otro campo de investigación importante en el cual se ha centrado esta autora ha sido en el campo de la organización política y de los movimientos sociales. Este análisis y estudio se ha centrado en su libro Multitudes y Partido. En él hace un análisis de los movimientos sociales y de como estos se han articulado durante la última década para revisar como han evolucionado, sus debilidades y como deberían articularse en un futuro para un mayor éxito.  

### Multitudes y Partido
En este libro la autora hace un análisis de los movimientos sociales más importantes de los últimos años como las Protestas en la Plaza Syntagma, el 15-M o el Ocuppy Wall Street. En este libro dice que la gente ha podido romper con esa barrera del capitalismo comunicativo, es decir, ha dejado las redes sociales como protesta porque sentía la necesidad de encontrarse con más gente en el espacio público para poder protestar por los recortes y la indignación a través de un sentimiento colectivo y de organización muy importante como respuesta a la precariedad que sufrían después de la crisis económica mundial.
Pero para ella los movimientos sociales tienen un límite, una debilidad que provoca que la revolución o el verdadero cambio no sea posible. Ella determina que para que los movimientos sociales sean realmente un motor de cambio, necesitan organización política para poder avanzar más allá de la simple protesta. Es por esta razón que ella propone volver a configurar un Partido al estilo del Partido Comunista. Establece esta idea para evitar que los movimientos sociales sean un simple instante de colectividad que viene y después se desvanece. Por eso propone crear la idea del Partido como una organización que se extienda en el momento y que perdure. 
Ella piensa que uno de los problemas de los movimientos sociales según ella es que la gente dice: ¿Qué quieres decir con eso? O simplemente no terminan de entender lo que proponen. Un partido tiene un programa político o un ideario con el que se pueden identificar las personas y además sabe cuál es el objetivo de este Partido. 
Otro punto importante según Dean es que el partido es un “generador de solidaridad”, piensa que las luchas individuales por sí solas no tienen un futuro posible, sino que dentro del partido habría que incorporar todas esas luchas que sean necesarias como la lucha feminista o del cambio climático porque si fueran por separado no podrían conseguir los objetivos pero dentro del Partido encontrarían gente que les acompañen en solidaridad con sus luchas y así en el sentido contrario. Lo que permite el Partido es el apoyo de unas luchas hacia otras con el fin de que estas luchas sean una realidad y no se diluyan en el tiempo. 
Por tanto, lo que intenta establecer es que el Partido como tal supere las posiciones políticas de cada uno, que transciendan de su identidad individual para conseguir un objetivo mucho mayor que es la revolución. 

## Críticas
Las críticas recibidas han sido de diversa índole en cuanto a que ha presentado los movimientos sociales sin una capacidad de organización política real así como que han surgido movimientos sociales y posteriormente éxito sin la necesidad de crear un partido político que aglutine esa lucha.
Otras críticas han sido en cuanto a la idea de incorporar las diferentes luchas como la del cambio climático, el movimiento feminista o la lucha LGTBI y que estas luchas terminen difuminando la idea de la lucha de clases.
Finalmente otra crítica importante ha sido en cuanto a la idea de crear un partido de masas puede finalmente provocar la idea de la Ley de Hierro de la Oligarquía de Robert Michels en el cual un partido político de masas necesita una cierta dirección política a la hora de tomar las decisiones y puede que estas organizaciones y direcciones políticas terminen en una burocratización en la cual se demoren las decisiones políticas y que los burócratas sean más reacios hacia tomar decisiones complejas o a la mejora de la democracia interna.

## Obra
- Dean, Jodi (1996) Solidarity of Strangers: Feminism after Identity Politics
- Dean, Jodi (1997) Feminism and the New Democracy: Resisting the Political
- Dean, Jodi (1998) Aliens in America
- Dean, Jodi (2000) Political Theory and Cultural Studies
- Dean, Jodi (2004) Empire's New Clothes: Reading Hardt and Negri (co-editor with Paul A. Passavant, Routledge
- Dean, Jodi (2006) Zizek’s Politics
- Dean, Jodi (2009) Democracy and Other Neoliberal Fantasies[4]
- Dean, Jodi (2012) El Horizonte Comunista[5]
- Dean, Jodi (2016) Multitudes y Partido[6]